# Уфимские ведомости
Уфимские ведомости — общественно-политическая газета города Уфы; возобновлённое под новым названием с 2002 года издание газеты «Уфимские губернские ведомости», выходившей в 1865–1917 годах. Является также приложением к журналу «Уфа».

## Описание
Выходит два раза в неделю на русском языке. В газете освещаются общественная и культурная жизнь города Уфы, социальные проблемы, и вопросы здравоохранения и спорта; публикуются материалы истории Уфы.
Основные рубрики: «Столичный почерк», «Дежурство по городу», «Улицы нашего города», «Здоровье», «Пёстрая страница», «Уфа и уфимцы».

## История
Издаётся с августа 2002 года. Учредителем являлась Администрация города Уфы. В 2002–2003 годах распространялась бесплатно.
С 2014 года доступна интернет-версия газеты.